# 二灵塔
29°46′29″N 121°40′37″E / 29.77481°N 121.67703°E
二灵塔是中国浙江省宁波市鄞州区境内的一处古代佛塔，位于东钱湖东南二灵山上。二灵塔建于北宋政和年间，为浙江省范围内罕见的北宋石塔，也是北宋石构建筑的代表。1997年8月，二灵塔被列入浙江省文物保护单位，2013年3月成为全国重点文物保护单位。

## 形制
二灵塔位于东钱湖东南蛇形半岛二灵山西北的山脊上，塔下湖边有二灵寺，寺与塔构成“钱湖十景”中的“二灵夕照”。二灵塔为仿木楼阁式塔，由石块堆叠而成。塔总高9.98米，内部中空无法攀登。塔由平台、基座、塔身、塔刹组成。平台长7.5米，宽6.5米，高0.45米，由条石砌成，左右有石凳，有两级台阶可上下。基座为须弥座，高1.78米，最宽处2.47米，北侧有方门可进入。基座圭角四周刻对称素线云卷，束腰上刻莲花，底层东壁有“政和□年”字样。塔身高7.4米，共七层，层高从底部向上依次为1.22米、1.14米、1.1米、1.06米、1.00米、0.98米、0.9米。塔每层有腰檐，檐边长2.35米，檐角略上翘，有云纹装饰，尖端有悬挂风铃的圆孔。塔身每层四周刻有壸门浮雕，内有浮雕造像，其中坐佛共计39尊，金刚3尊。一层还刻有“福延圣寿”和“保国爱民”字样。塔刹为方柱形，上小下大，造型较为简单，下有石板砌成的平台座。塔底曾被盗掘，根据被盗情况判断，塔下并无地宫。

## 传说与沿革
相传，二灵山曾有巨蟒乘雾出没，伤害农人和船只，后有高僧筑宝塔镇蛇，此塔即为二灵塔。根据《天童寺志》载，钱元瓘于后唐长兴至后晋天福年间修建此塔。民国《东钱湖志》记载，北宋时，陈禾曾在此筑庵读书，建寺和塔，后雪窦山知和禅师在此居住，有二虎相伴，因而寺院称为二灵寺，塔以寺名，禅师后葬于塔旁。而民国《鄞县通志》载，塔由韶国师建于北宋初年。寺院曾有多位高僧停留，明代改为天童寺辖寺，后寺毁，当下寺院为后世兴建，仅剩塔为北宋原物。清康熙二十年（1681年），天童寺德介禅师主持重修二灵塔。至20世纪80年代，二灵塔除西北二角塌落外，其余保存基本完好，1986年落架大修后，二灵塔恢复原貌。

## 保护
二灵塔于1982年6月被列入鄞县文物保护单位，县政府曾于1986年对二灵塔实施落架大修。1997年8月，二灵塔被列入第四批浙江省文物保护单位。2013年3月，二灵塔被列入第七批全国重点文物保护单位。保护范围为塔身及塔基，建设控制地带确定为塔基向西21米，向北、东、南各20米。
2013年10月，二灵塔附近发现一盗洞，为盗贼试图偷窃地宫宝物所挖。2014年，二灵塔附近由东钱湖区安装24小时监控摄像头以避免文物遭到破坏。

## 图片

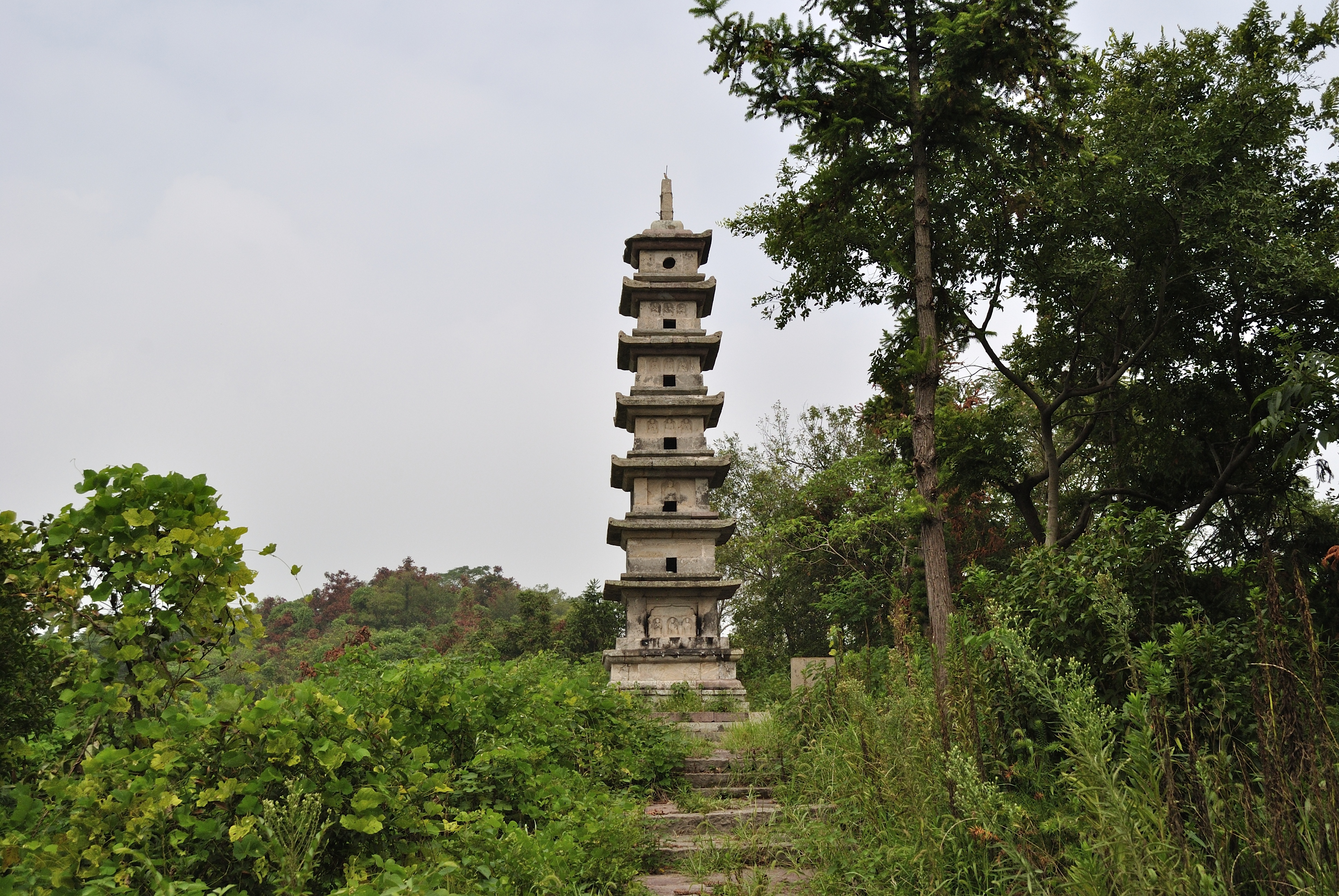
二灵塔远望
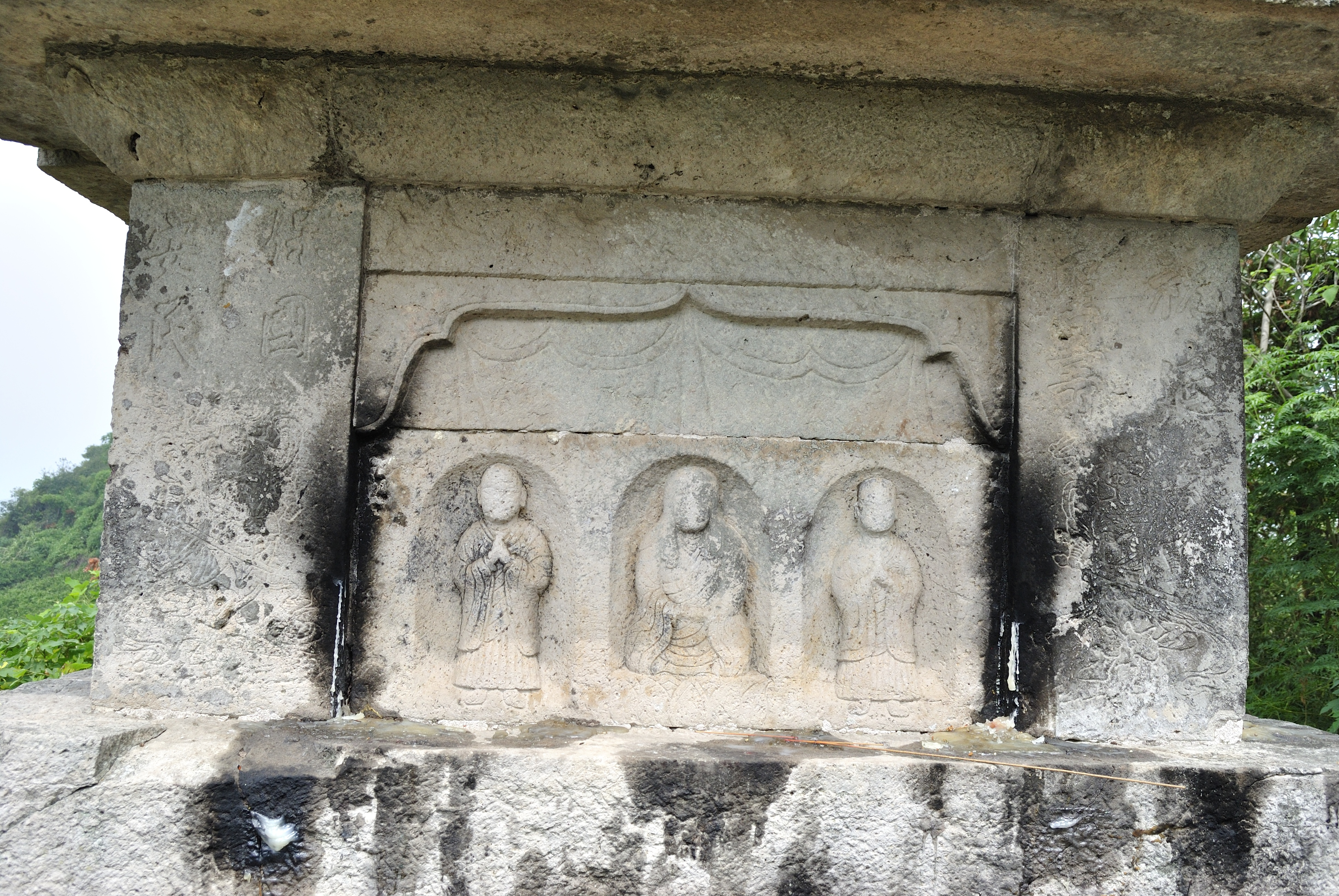
塔底佛龛
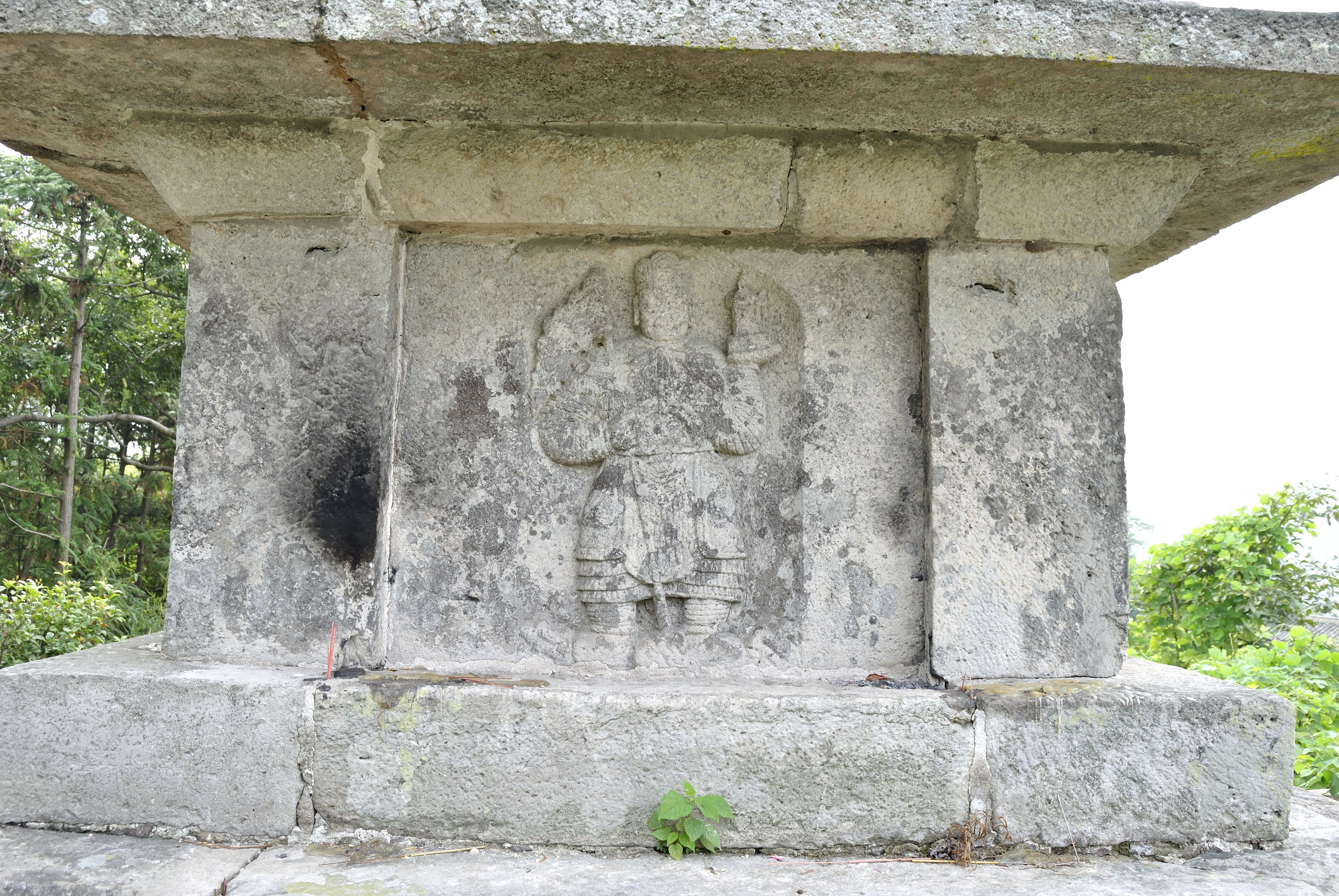
塔底武士像
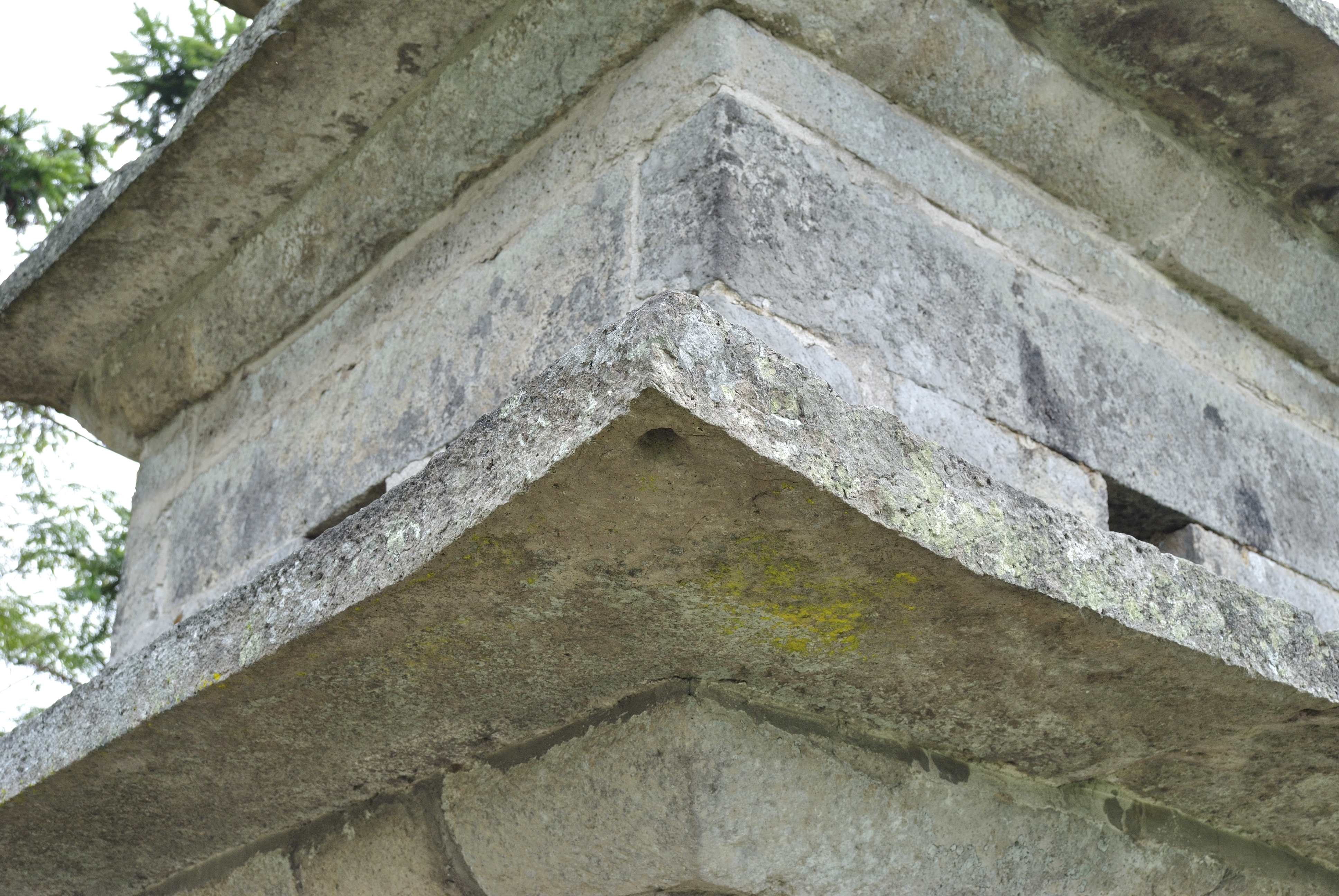
可悬挂风铃的檐角
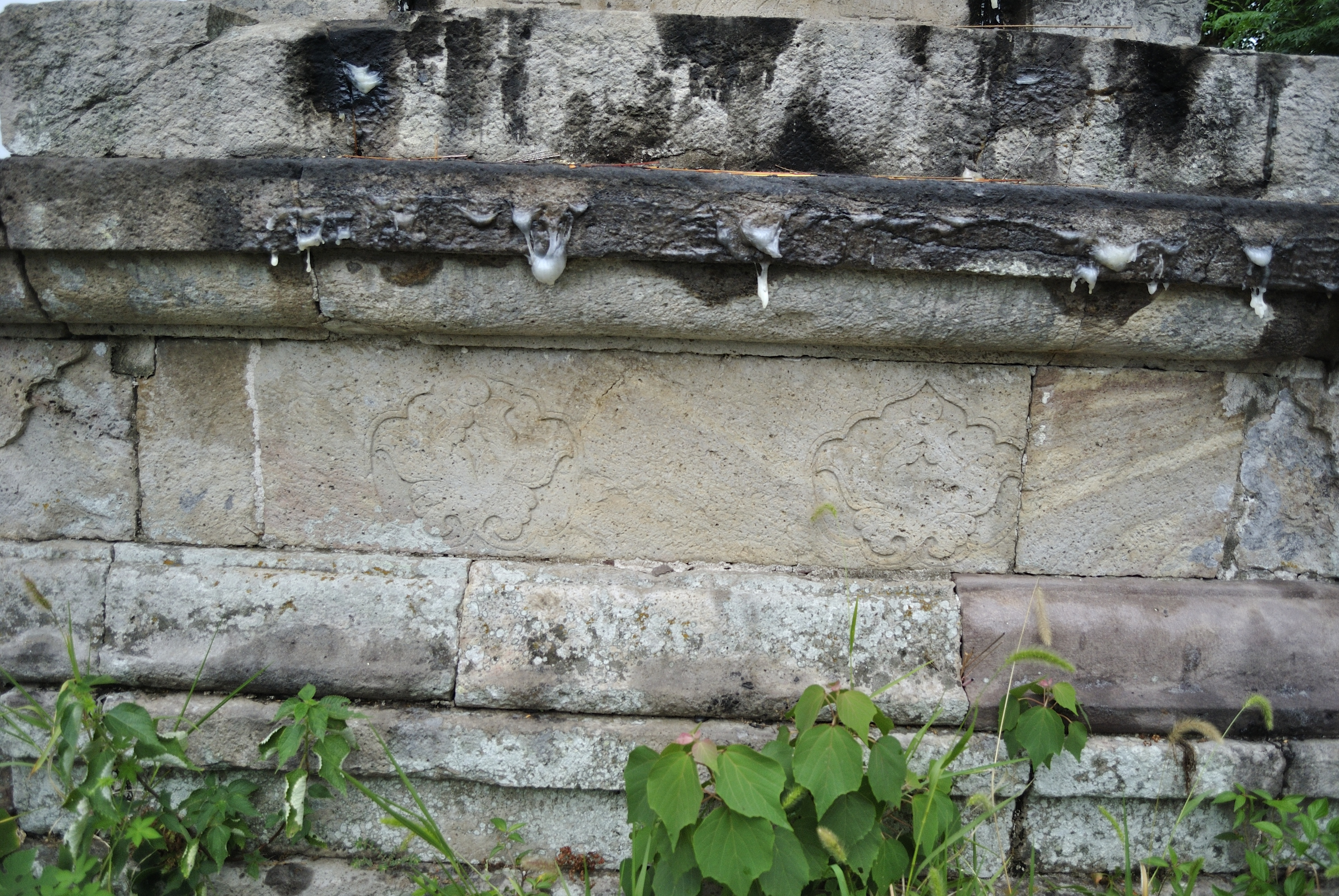
塔基
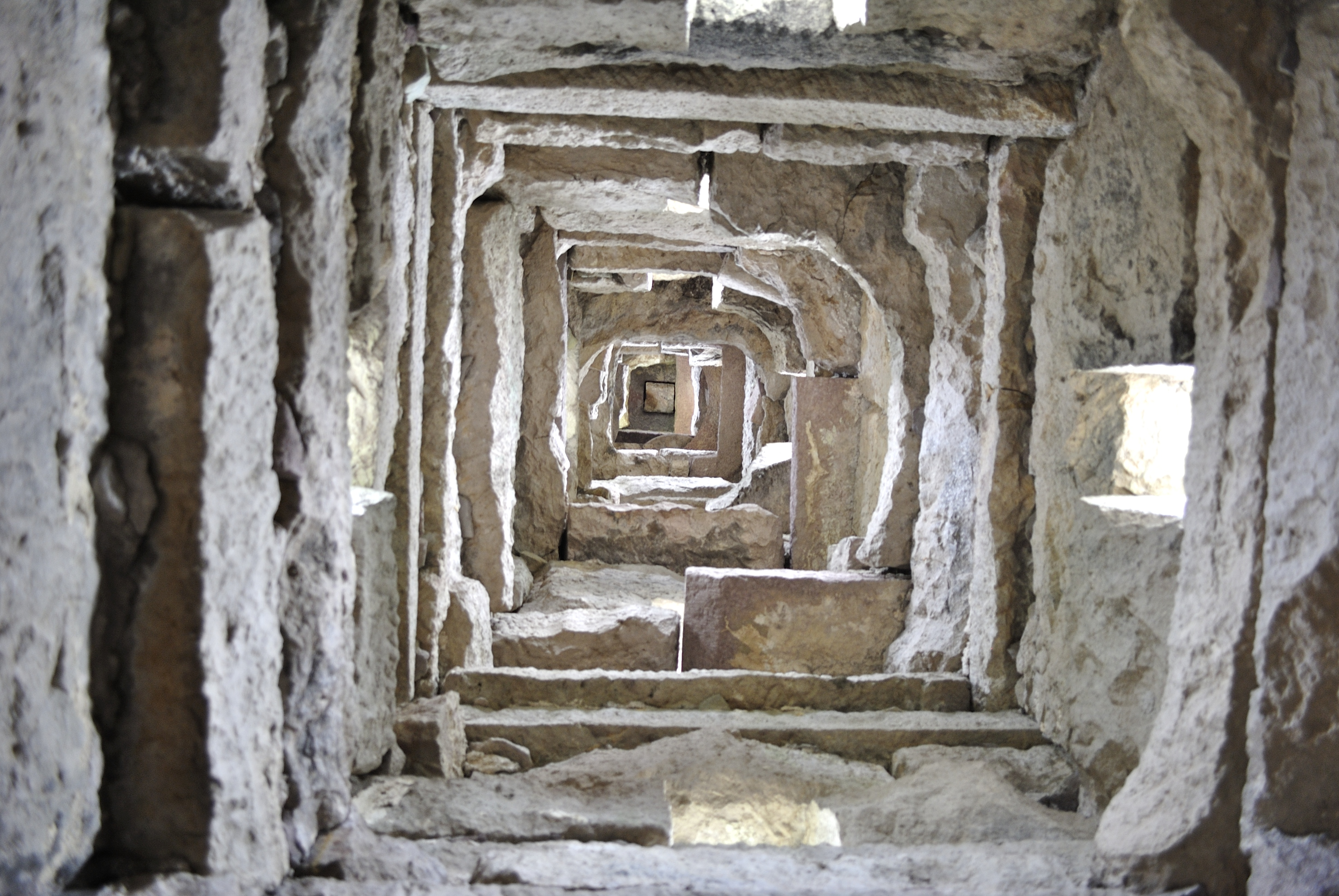
塔内部